# ЮС Мондорф льо Бен
ЮС Мондорф льо Бен (на френски: Union sportive de Mondorf-les-Bains) е футболен клуб от община Мондорф льо Бен, Люксембург. Основан е през 1915 година. Състезава се в Националната дивизия на Люксембург (най-висшето ниво на футбола в Люксембург). Играе срещите си на „Стад Джон Грюн“ с капацитет 3600 зрители.

## Успехи
- Дивизион д Оньор (Втора лига):
  -  Шампион (1): 1966
- 1 дивизия на Люксембург (Трета лига):
  -  Шампион (1): 2010
- Купа на Люксембург:
  - 1/2 финалист (1): 1968